# Кастеджо
Кастѐджо (на италиански: Casteggio, на местен диалект: Castegiu, Кастеджу) е градче и община в Северна Италия, провинция Павия, регион Ломбардия. Разположено е на 90 m надморска височина. Населението на общината е 6530 души (към 2010 г.).